# Pegomya verticala
Pegomya verticala är en tvåvingeart som beskrevs av John Otterbein Snyder 1952. Pegomya verticala ingår i släktet Pegomya och familjen blomsterflugor. Inga underarter finns listade i Catalogue of Life.